# دبليو 54 (قنبلة نووية)

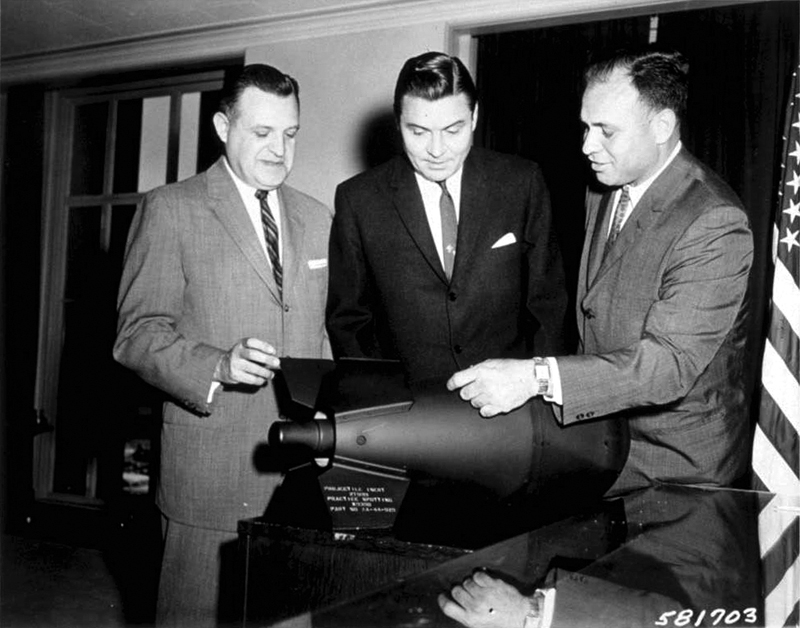
رأس نووي من نوع دبليو 54

دبليو 54 هو أحد أصغر الرؤوس الحربية النووية التي نشرتها الولايات المتحدة. لقد كان تصميم السلاح النووي من نوع الانفجار شديد الانضغاط مصمم للاستخدام التكتيكي.
كان استخدامه الأصلي في صاروخ ديفي كروكيت قصير المدى ولكن تم تعديله لاحقا على أنه ذخيرة ذرية خاصة بالتدمير وفي وقت لاحق كقاعدة لصواريخ جو - جو ذات الرؤوس النووية.